# Cereus insularis
Cereus insularis är en kaktusväxtart som beskrevs av William Botting Hemsley. Cereus insularis ingår i släktet Cereus och familjen kaktusväxter. Inga underarter finns listade i Catalogue of Life.